# Oxypetalum laxum
Oxypetalum laxum är en oleanderväxtart som beskrevs av Gustaf Oskar Andersson Malme. Oxypetalum laxum ingår i släktet Oxypetalum och familjen oleanderväxter. Inga underarter finns listade i Catalogue of Life.